# Erzbistum Nanning
Das Erzbistum Nanning (lat.: Archidioecesis Nannimensis) ist ein römisch-katholisches Erzbistum mit Sitz in Nanning in der Volksrepublik China.

## Geschichte
Papst Pius IX. gründete mit dem Breve Simul ac die Apostolische Präfektur Guangxi am 6. August 1875 aus Gebietsabtretungen der Apostolischen Präfektur Guangdong. Am 6. Juni 1914 wurde sie zum Apostolischen Vikariat erhoben.
Den Namen Apostolisches Vikariat Nanning nahm es am 3. Dezember 1924 an. Mit der Apostolischen Konstitution Quotidie Nos wurde es am 11. April 1946 zum Metropolitanerzbistum erhoben.
1984 wurde der geheime Bischof Joseph Meng Ziwen geweiht, jedoch betrachteten ihn die staatlichen Behörden seit jeher nur als einen einfachen Priester und erkannten nicht seine bischöfliche Autorität an. Er starb am 7. Januar 2007 im hohen Alter von 103 Jahren. 2003 wurde Joseph Tan Yan-quan zum Koadjutorbischof geweiht, der ihm als Erzbischof von Nanning nachfolgte.
Seit Dezember 2002 hat die offizielle chinesische Bischofskonferenz die vier Teilkirchen Guangxis zum Erzbistum Guangxi zusammengefasst. Für die chinesischen Behörden ist seit 2003 Joseph Tan Yan-quan der offizielle Erzbischof von Guangxi, während er für den Heiligen Stuhl seit 2007 nur Erzbischof von Nanning ist.
Teile seines Territoriums verlor es zugunsten der Errichtung folgender Bistümer:
- 16. Februar 1922 an die Apostolische Präfektur Lanlung;
- 30. Juni 1930 an die Mission sui juris Wuchow;
- 9. Februar 1938 an die Apostolische Präfektur Guilin.

## Ordinarien

### Apostolische Präfekten von Guangxi
- Louis Jolly M.E.P. (6. August 1875-November 1877)
- Pierre-Noël-Joseph Foucard MEP (13. August 1878 – 31. März 1889)
- Jean-Benoît Chouzy MEP (21. August 1891 – 22. September 1899)
- Joseph-Marie Lavest MEP (26. April 1900 – 23. August 1910)
- Maurice-François Ducoeur MEP (22. Dezember 1910 – 6. Juni 1914)

### Apostolischer Vikar von Guangxi
- Maurice-François Ducoeur MEP (6. Juni 1914 – 3. Dezember 1924)

### Apostolische Vikare von Nanning
- Maurice-François Ducoeur MEP (3. Dezember 1924 – 10. Juni 1929)
- Paulin-Joseph-Justin Albouy MEP (30. Juni 1930 – 11. April 1946)

### Erzbischöfe von Nanning
- Paulin-Joseph-Justin Albouy MEP (30. Juni 1930 – 11. April 1946)
- Joseph Meng Ziwen (1984 – 7. Januar 2007) (Untergrundbischof)
- Joseph Tan Yan-quan (seit 7. Januar 2007)